# Bataille de Wisconsin Heights
Guerre de Black Hawk
Batailles
Guerre de Black Hawk :
- Stillman's Run (en)
- Indian Creek (en)
- Horseshoe Bend (en)
- Waddams Grove (en)
- Kellogg's Grove (en)
- Apple River Fort (en)
- Wisconsin Heights
- Bad Axe

La bataille de Wisconsin Heights est l'un des derniers affrontements de la guerre de Black Hawk de 1832 qui oppose un groupe de Sauks et de Mesquakies mené par le chef Black Hawk à des unités de milice américaines. La bataille a lieu le 21 juillet 1832 dans l'actuel comté de Dane au Wisconsin. Bien que surpassés en nombre et subissant des pertes importantes, les guerriers de Black Hawk parviennent à retenir les forces adverses suffisamment longtemps pour permettre à la majorité des non-combattants de leur groupe de s'échapper en traversant le Wisconsin. La milice finit par rattraper les Amérindiens, conduisant au massacre de Bad Axe au confluent de la Bad Axe River (en) et à la reddition de Black Hawk.